# Kiss István (labdarúgó)
Kiss István (Budapest, 1970. október 28. –) magyar labdarúgó. Első NB I-es mérkőzése 1989. november 8. Ferencvárosi TC - Veszprém FC volt, ahol csapata 4-1-re győzte le a veszprémi klubot.

## Sikerei, díjai
- Ferencvárosi TC:
- Magyar bajnoki ezüstérmes: 1991
- Magyar bajnoki bronzérmes: 1990
- Magyarkupa-győztes: 1991
- III. Kerületi TUE:
- Magyar bajnoki bronzérmes (II. osztály): 1998
- BVSC Budapest:
- Magyarkupa ezüstérmes: 1997
- FC Fehérvár:
- Magyar bajnok (II. osztály): 2000
- Magyarkupa ezüstérmes: 2001